# لیبهر اروسپیس
لیبهر اروسپیس (انگلیسی: Liebherr Aerospace) شرکت هوافضای فرانسوی است، که در سال ۱۹۶۰ توسط شرکت لیبهر تأسیس شد.